# San Juan Uno
San Juan Uno är en ort i Mexiko.   Den ligger i kommunen Pijijiapan och delstaten Chiapas, i den sydöstra delen av landet, 800 km sydost om huvudstaden Mexico City. San Juan Uno ligger 27 meter över havet och antalet invånare är 136.
Terrängen runt San Juan Uno är platt åt sydväst, men åt nordost är den kuperad. Runt San Juan Uno är det ganska glesbefolkat, med 28 invånare per kvadratkilometer. Närmaste större samhälle är Pijijiapan, 3,1 km norr om San Juan Uno. Trakten runt San Juan Uno består till största delen av jordbruksmark.